# Myrmica turcica
Myrmica turcica är en myrart som beskrevs av Santschi 1931. Myrmica turcica ingår i släktet rödmyror, och familjen myror. Inga underarter finns listade i Catalogue of Life.